# Haucourt-Moulaine
Pour les articles homonymes, voir Haucourt.
Haucourt-Moulaine est une commune française située dans le département de Meurthe-et-Moselle, en région Grand Est.
Ses habitants sont les Haucourt-Moulainois.

## Géographie

### Description
Haucourt-Moulaine est située dans le bassin de Longwy, à quelques kilomètres des frontières luxembourgeoise et belge.

### Communes limitrophes
Les communes limitrophes sont Chenières, Herserange, Hussigny-Godbrange, Mexy et Villers-la-Montagne.
| Mexy      | Mexy                | Saulnes             |
| Mexy      | Haucourt-Moulaine   | Villers-la-Montagne |
| Chenières | Villers-la-Montagne | Villers-la-Montagne |

### Hydrographie

#### Réseau hydrographique
La commune est dans le bassin versant de la Meuse au sein du bassin Rhin-Meuse. Elle est drainée par le ruisseau la Moulaine,.
La Moulaine, d'une longueur de 12 km, prend sa source dans la commune de Tiercelet et se jette  dans la Chiers à Longwy, après avoir traversé six communes.

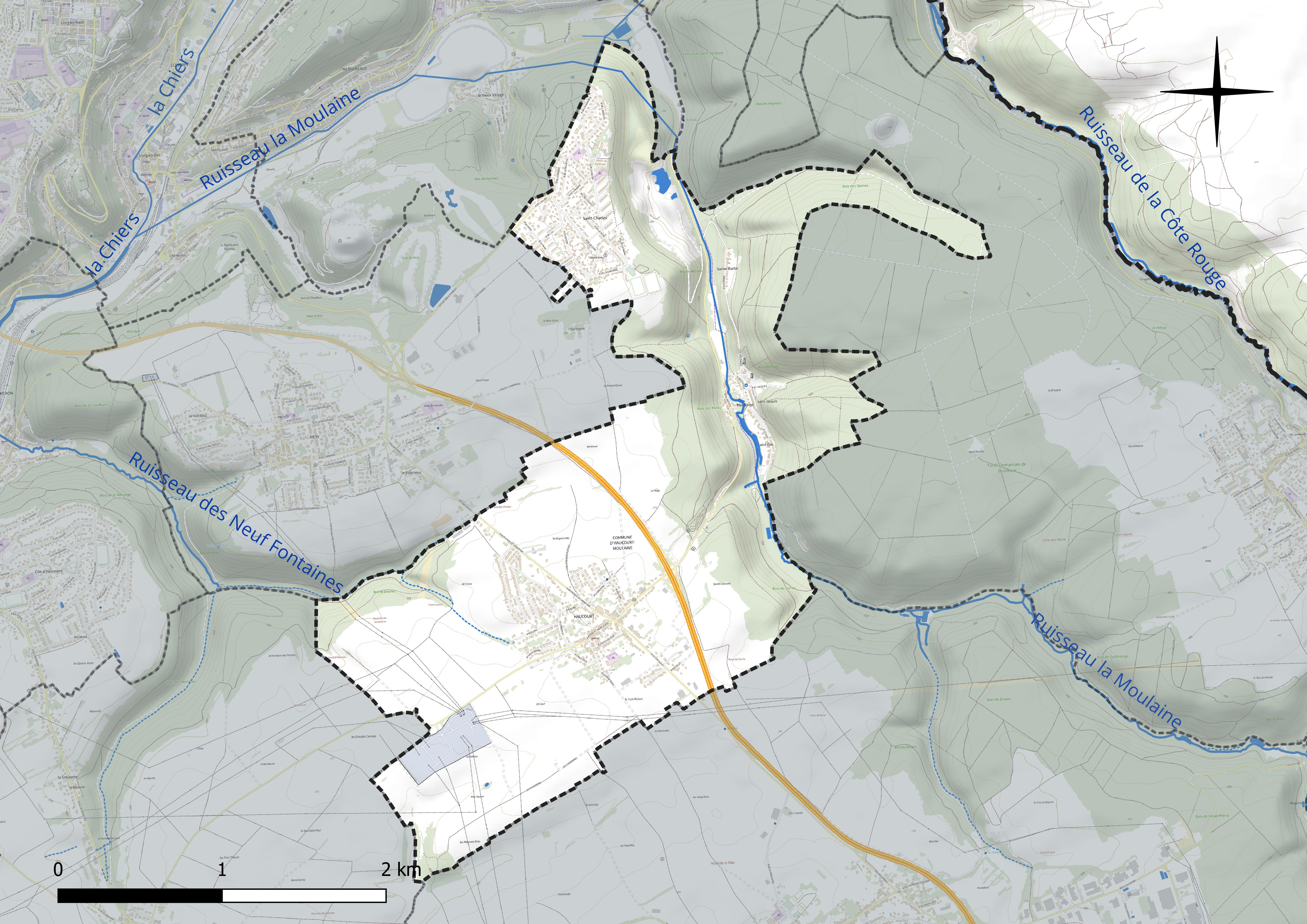
Réseau hydrographique d'Haucourt-Moulaine.

#### Gestion et qualité des eaux
Le territoire communal est couvert par le schéma d'aménagement et de gestion des eaux (SAGE) « Bassin ferrifère ». Ce document de planification concerne le périmètre des anciennes galeries des mines de fer, des aquifères et des bassins versants hydrographiques associés qui s’étend sur 2 418 km2. Les bassins versants concernés sont celui de la Chiers en amont de la confluence avec l'Othain, et ses affluents (la Crusnes, la Pienne, l'Othain), celui de l'Orne et ses affluents et celui de la Fensch, le Veymerange, la Kiesel et les parties françaises du bassin versant de l'Alzette et de ses affluents (Kaylbach, ruisseau de Volmerange). Il a été approuvé le 27 mars 2015. La structure porteuse de l'élaboration et de la mise en œuvre est la région Grand Est.
La qualité des cours d’eau peut être consultée sur un site dédié géré par les agences de l’eau et l’Agence française pour la biodiversité.

### Climat
Pour des articles plus généraux, voir Climat du Grand Est et Climat de Meurthe-et-Moselle.
En 2010, le climat de la commune est de type climat de montagne, selon une étude du Centre national de la recherche scientifique s'appuyant sur une série de données couvrant la période 1971-2000. En 2020, Météo-France publie une typologie des climats de la France métropolitaine dans laquelle la commune est exposée à un climat semi-continental et est dans la région climatique Lorraine, plateau de Langres, Morvan, caractérisée par un hiver rude (1,5 °C), des vents modérés et des brouillards fréquents en automne et hiver.
Pour la période 1971-2000, la température annuelle moyenne est de 8,9 °C, avec une amplitude thermique annuelle de 16,5 °C. Le cumul annuel moyen de précipitations est de 870 mm, avec 12,6 jours de précipitations en janvier et 9,5 jours en juillet. Pour la période 1991-2020, la température moyenne annuelle observée sur la station météorologique de Météo-France la plus proche, « Villette », sur la commune de Villette à 19 km à vol d'oiseau, est de 10,1 °C et le cumul annuel moyen de précipitations est de 909,4 mm. 
La température maximale relevée sur cette station est de 39 °C, atteinte le 25 juillet 2019 ; la température minimale est de −14,8 °C, atteinte le 20 décembre 2009,,.
Les paramètres climatiques de la commune ont été estimés pour le milieu du siècle (2041-2070) selon différents scénarios d'émission de gaz à effet de serre à partir des nouvelles projections climatiques de référence DRIAS-2020. Ils sont consultables sur un site dédié publié par Météo-France en novembre 2022.

## Urbanisme

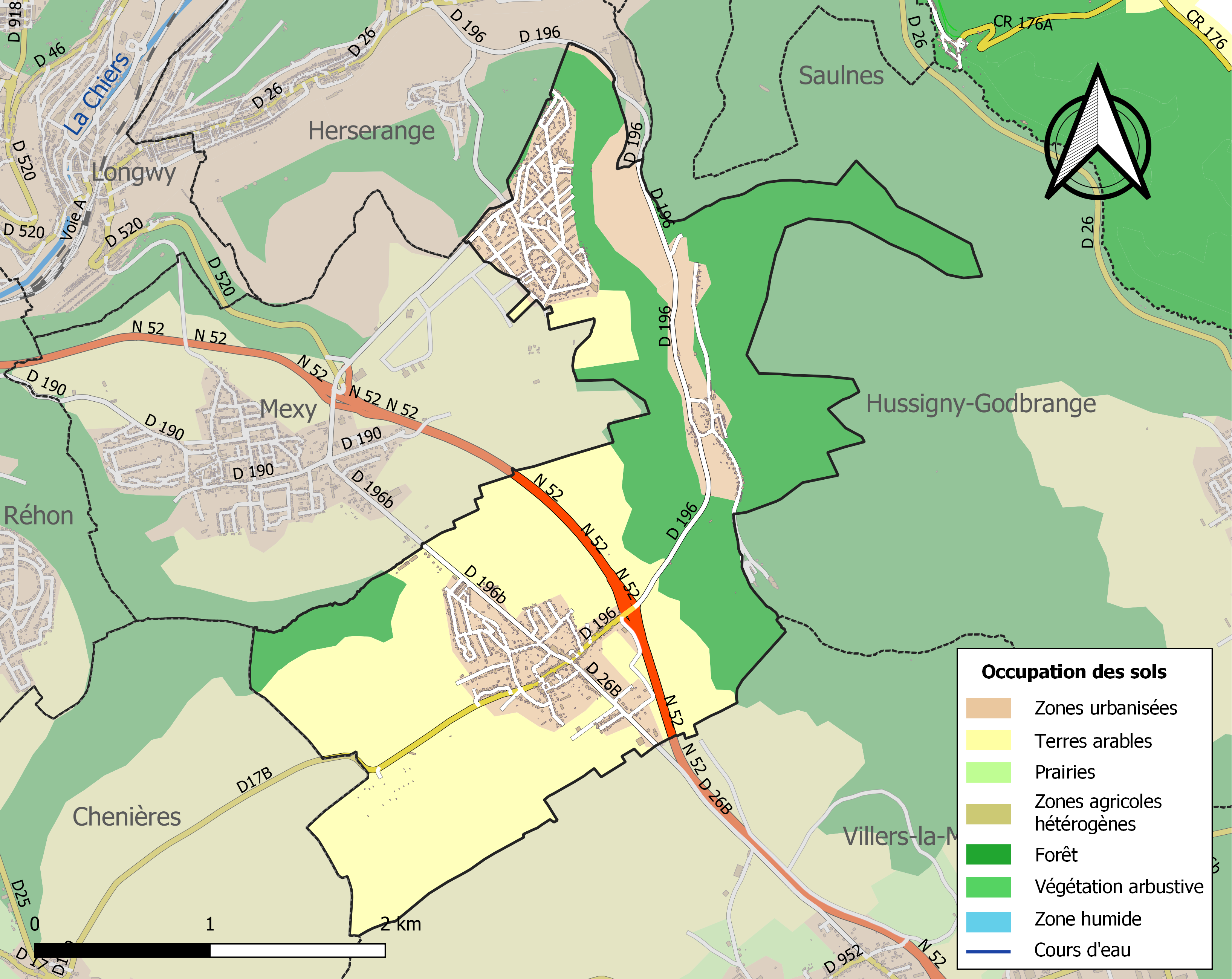
Carte des infrastructures et de l'occupation des sols de la commune en 2018 (CLC).

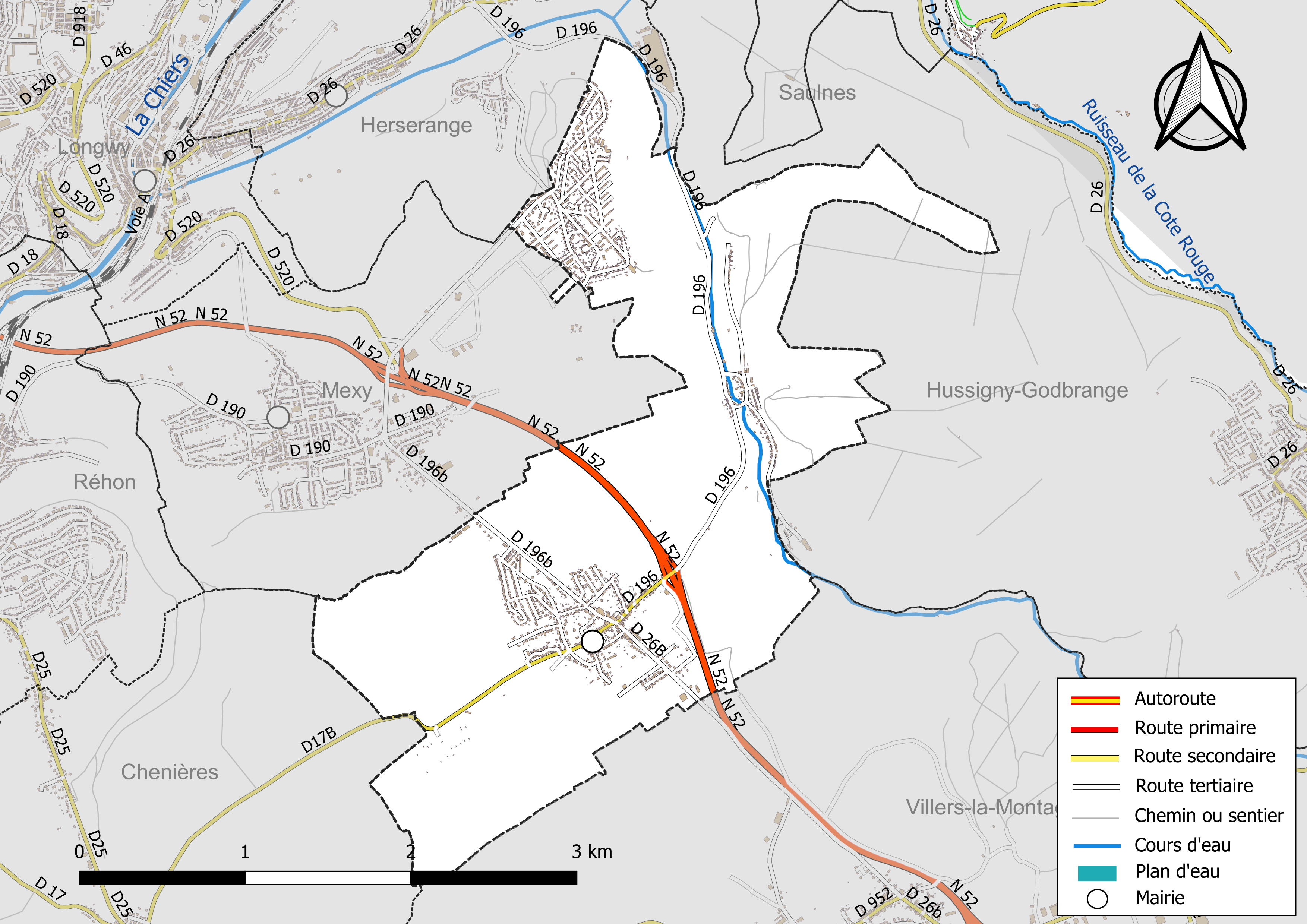
Carte hydrographique et des infrastructures de transport de la commune en 2022.

### Typologie
Au 1er janvier 2024, Haucourt-Moulaine est catégorisée ceinture urbaine, selon la nouvelle grille communale de densité à sept niveaux définie par l'Insee en 2022.
Elle appartient à l'unité urbaine de Longwy (partie française), une agglomération internationale regroupant onze  communes, dont elle est une commune de la banlieue,,. Par ailleurs la commune fait partie de l'aire d'attraction de Longwy, dont elle est une commune de la couronne,. Cette aire, qui regroupe 23 communes, est catégorisée dans les aires de moins de 50 000 habitants,.

### Occupation des sols
L'occupation des sols de la commune, telle qu'elle ressort de la base de données européenne d’occupation biophysique des sols Corine Land Cover (CLC), est marquée par l'importance des territoires agricoles (43,4 % en 2018), en diminution par rapport à 1990 (47,1 %). La répartition détaillée en 2018 est la suivante : terres arables (43,4 %), forêts (34,6 %), zones urbanisées (18,8 %), mines, décharges et chantiers (2,9 %), zones industrielles ou commerciales et réseaux de communication (0,2 %). L'évolution de l’occupation des sols de la commune et de ses infrastructures peut être observée sur les différentes représentations cartographiques du territoire : la carte de Cassini (XVIIIe siècle), la carte d'état-major (1820-1866) et les cartes ou photos aériennes de l'IGN pour la période actuelle (1950 à aujourd'hui).

### Lieux-dits, hameaux et écarts
La commune est constituée de trois villages : Saint-Charles le plus grand des trois, cité dortoir ouvrière créée dans les années 50 sur les terrains de la ferme St Charles, qui représente plus de la moitié des habitants, Haucourt le plus ancien et historiquement à vocation agricole, et le plus petit Moulaine, cité de mineurs travaillant à la mine de fer fermée en 1962.

### Habitat et logement
En 2020, le nombre total de logements dans la commune était de 1 519, alors qu'il était de 1 373 en 2015 et de 1 321 en 2010.
Parmi ces logements, 94,5 % étaient des résidences principales, 0,2 % des résidences secondaires et 5,3 % des logements vacants. Ces logements étaient pour 69,1 % d'entre eux des maisons individuelles et pour 30,6 % des appartements.
Le tableau ci-dessous présente la typologie des logements à Haucourt-Moulaine en 2020 en comparaison avec celle de Meurthe-et-Moselle et de la France entière. Une caractéristique marquante du parc de logements est ainsi une proportion de résidences secondaires et logements occasionnels (0,2 %) inférieure à celle du département (2,1 %) et à celle de la France entière (9,7 %). Concernant le statut d'occupation de ces logements, 64,7 % des habitants de la commune sont propriétaires de leur logement (65,4 % en 2015), contre 57,3 % pour la Meurthe-et-Moselle et 57,5 pour la France entière.
| Typologie                                               | Haucourt-Moulaine | Meurthe-et-Moselle | France entière |
| ------------------------------------------------------- | ----------------- | ------------------ | -------------- |
| Résidences principales (en %)                           | 94,5              | 88,6               | 82,1           |
| Résidences secondaires et logements occasionnels (en %) | 0,2               | 2,1                | 9,7            |
| Logements vacants (en %)                                | 5,3               | 9,3                | 8,2            |

## Histoire

### Ancien Régime
Village de l'ancienne province du Barrois, Haucourt avait pour annexes les moulins de Moulaine de la Platinerie et l'ancien ermitage Saint-Jacques.
Paradoxalement, c'est donc celui des trois quartiers (Saint-Charles) dont le nom n'est pas repris dans celui de la commune, qui est, et de loin, le plus peuplé. Saint-Charles n'était qu'une ferme jusqu'au lendemain de la deuxième guerre, mais elle devint une ville champignon à partir de 1950, avec la construction de barres de HLM, principalement pour l'immigration italienne (puis maghrébine à partir des années 1970). Saint-Charles était en effet plus proche que le reste de la commune du centre de l'agglomération (la commune de Longwy) et surtout de ses usines (notamment celle de Herserange, accessible à pied par une route pentue traversant un bois).

### Époque contemporaine
C'est au milieu du XIXe siècle (1847) qu'est construit le premier haut-fourneau de Moulaine, complété peu après par deux hauts-fourneaux supplémentaires. L'usine est achetée en 1866 par le baron d'Adelsward avant de passer dans le giron de la Société des Aciéries de Longwy en 1881.

## Toponymie
Haucourt est attesté sous les formes Haldicurtis (952) ; Haudicurtis, Auncurtis (1049) ; Hacourt (1387) ; Haulcourt (1549) ; Haultcourt (1642) ; Houecourt (1680) ; Altacuria (1749).

La commune dénommée Haucour en 1793 et Haucourt en 1801 par la Révolution française, prend en 1936 celui de Haucourt-Moulaine.
Moulaine est attesté sous les formes Molismensis conventus (1301) ; Moullaines (1387) ; Moulaines (1418) ; Molaine (1429) ; Muglaine (1429) ; Molaines (1433) ; Meulin, Molaine (1442) ; Molesme (1606) ; Molerme (XVIIIe siècle).

Du latin molinum, qui évoque l'existence des cinq ou six moulins échelonnés sur le parcours du ruisseau la Moulaine[source insuffisante].

## Politique et administration

### Rattachements administratifs
La commune se trouve dans l'arrondissement de Briey du département de Meurthe-et-Moselle.
Elle faisait partie de 1801 à 1973  du canton de Longwy, année où elle intègre le canton d'Herserange. Dans le cadre du redécoupage cantonal de 2014 en France, cette circonscription administrative territoriale a disparu, et le canton n'est plus qu'une circonscription électorale.

### Rattachements électoraux
Pour les élections départementales, la commune fait partie depuis 2014 d'un nouveau canton de Longwy porté à huit communes
Pour l'élection des députés, elle fait partie de la troisième circonscription de Meurthe-et-Moselle.

### Intercommunalité
La commune est membre de la communauté d'agglomération dénommée depuis 2021 Grand Longwy Agglomération, un établissement public de coopération intercommunale (EPCI) à fiscalité propre créé en 2017 sous le nom de communauté d'agglomération de Longwy par transformation de la  communauté de communes de l'Agglomération de Longwy  et auquel la commune  a adhéré en 1998 en lui transférant un certain nombre de ses compétences, dans les conditions déterminées par le code général des collectivités territoriales.
Cette communauté de commune avait elle-même été créée en 2002 par transformation d'un district constitué en 1960 et qui avait progressivement intégré d'autres communes.
La commune est également membre de l'Agglomération transfrontalière du pôle européen de développement.

### Tendances politiques et résultats
Lors des élections municipales de 2014 en Meurthe-et-Moselle, la liste PS du maire sortant est la seule candidate et obtient donc la totalité des 871 suffrages exprimés. Elle est élue en totalité et 3 de ses membres siègent au conseil communautaire.
Lors de ce scrutin, 54,31 % des électeurs se sont abstenus et 10,76 % des votants ont choisi un  bulletin blanc ou nul.
Au premier tour des élections municipales de 2020 en Meurthe-et-Moselle, la liste menée par Alain Lombardi est la seule candidate et obtient donc la totalité des suffrages exprimés. Elle est donc élue en totalité et 3 de ses membres siègent au conseil communautaire.
Lors de ce scrutin marqué par la pandémie de Covid-19 en France, 75,17 % des électeurs se sont abstenus et 11,37 % des votants ont choisi un bulletin blanc ou nul.

### Liste des maires
| Période                                  | Période | Identité       | Étiquette | Qualité |
| ---------------------------------------- | ------- | -------------- | --------- | --- |
| Les données manquantes sont à compléter. |         |                |           | |
| ca. 1700                                 |         | Laurent Clesse |           | « Mayr royal » La pierre tombale de l’épouse du 1er maire royal. Elle est fixée sur le mur de l’église d’Haucourt, en face du presbytère. |
| 1753                                     |         | Pierre Fichant |           | |

| Période                                                                                     | Période                         | Identité                        | Étiquette | Qualité                                                                                                |
| ------------------------------------------------------------------------------------------- | ------------------------------- | ------------------------------- | --------- | --- |
| 1791                                                                                        |                                 | Henri Collignon                 |           | |
| novembre 1795                                                                               | juillet 1800                    | Jean Martin Fery                |           | Cultivateur                                                                                            |
| 13 thermidor an VIII                                                                        | février 1808                    | Jean Pierre Fery                |           | Cultivateur                                                                                            |
| février 1808                                                                                | juillet 1815                    | Jean Nicolas Floretin Ranselant |           | |
| fin 1815                                                                                    | janvier 1816                    | François Collignon              |           | Fait fonction de maire                                                                                 |
| janvier 1816                                                                                | avril 1825                      | André Clement                   |           | Démissionnaire                                                                                         |
| avril 1825                                                                                  | juin 1825                       | François Collignon              |           | Fait fonction de maire                                                                                 |
| juillet 1825                                                                                | mars 1841                       | Jean Pierre Fery                |           | Cultivateur Mort en fonction                                                                           |
| mars 1841                                                                                   | août 1848                       | Jean Laurent Ferry              |           | Marchand de vin en gros                                                                                |
| août 1848                                                                                   | janvier 1849                    | Joseph Clocheret                |           | Charron Remarque En 1848 : 91 électeurs                                                                |
| janvier 1849                                                                                | septembre 1857                  | François Réard                  |           | Cultivateur                                                                                            |
| septembre 1857                                                                              | avril 1871                      | Jean Laurent Ferry              |           | Marchand de vin en gros                                                                                |
| À partir de 1868, les délibérations furent signées : Joseph Ferry et Jean Baptiste Henrion. |                                 |                                 |           | |
| mai 1871                                                                                    | octobre 1876                    | Nicolas Ruette                  |           | Cultivateur                                                                                            |
| octobre 1876                                                                                | septembre 1878                  | Jean Gaspard Mohy               |           | Cultivateur                                                                                            |
| septembre 1878                                                                              | décembre 1878                   | François Revemont               |           | Cultivateur Fait fonction de maire.                                                                    |
| janvier 1879                                                                                | mai 1884                        | Alexandre Pierret               |           | Cultivateur                                                                                            |
| mai 1884                                                                                    | mai 1892                        | Jean Gaspard Mohy               |           | Propriétaire                                                                                           |
| mai 1892                                                                                    | avril 1896                      | Prosper Gueler                  |           | Chef mineur puis entrepreneur puis meunier puis aubergiste                                             |
| mai 1896                                                                                    | septembre 1897                  | Emmanuel Duvivier               |           | Directeur des mines Démissionnaire                                                                     |
| octobre 1897                                                                                | novembre 1897                   | Jacques Premont                 |           | Manœuvre Fait fonction de maire                                                                        |
| novembre 1897                                                                               | juillet 1898                    | Edmond Mohy                     |           | Meunier Mort en fonction                                                                               |
| juillet 1898                                                                                | mai 1904                        | Léon Dodo                       |           | Retraité                                                                                               |
| mai 1904                                                                                    | septembre 1907                  | Georges Vallot                  |           | Directeur de l'usine de Moulaine                                                                       |
| octobre 1907                                                                                | décembre 1919                   | Émile Gilardin                  |           | Comptable                                                                                              |
| décembre 1919                                                                               | février 1932                    | Alfred François                 |           | Cultivateur                                                                                            |
| avril 1932                                                                                  | mai 1940                        | Camille Mahieu                  |           | Directeur de l'usine de Moulaine                                                                       |
| mai 1940                                                                                    | juin 1941                       | Émile Lefèvre                   |           | Serrurier Fait fonction de maire.                                                                      |
| juillet 1941                                                                                | mai 1945                        | Camille Mahieu                  |           | Directeur de l'usine de Moulaine                                                                       |
| mai 1945                                                                                    | octobre 1947                    | Paul Bohan                      |           | Mineur                                                                                                 |
| octobre 1947                                                                                | mars 1971                       | Maurice Jollain                 |           | Instituteur                                                                                            |
| mars 1971                                                                                   | mars 1977                       | René Blion                      |           | Instituteur                                                                                            |
| mars 1977                                                                                   | décembre 1991                   | Gilberte Peixoto, (1929-2019)   | PCF       | Femme au foyer Démissionnaire                                                                          |
| décembre 1991                                                                               | juin 1995                       | Maryvonne Musset                | PCF       | Psychologue scolaire                                                                                   |
| juin 1995                                                                                   | mai 2020                        | Jacques Marteau                 | PS        | Instituteur retraité                                                                                   |
| mai 2020,                                                                                   | En cours (au 18 septembre 2023) | Alain Lombardi                  | SE        | Ancien chef de service dans la sidérurgie Vice-président de la CA Grand Longwy Agglomération (2020 → ) |

## Équipements et services publics

### Justice, sécurité, secours et défense
La commune s'est dotée en 2022 d'un service de ^police municipale.

## Population et société

### Démographie
L'évolution du nombre d'habitants est connue à travers les recensements de la population effectués dans la commune depuis 1793. Pour les communes de moins de 10 000 habitants, une enquête de recensement portant sur toute la population est réalisée tous les cinq ans, les populations de référence des années intermédiaires étant quant à elles estimées par interpolation ou extrapolation. Pour la commune, le premier recensement exhaustif entrant dans le cadre du nouveau dispositif a été réalisé en 2004.

En 2022, la commune comptait 3 483 habitants, en évolution de +10,05 % par rapport à 2016 (Meurthe-et-Moselle : −0,13 %, France hors Mayotte : +2,11 %).
| 1793 | 1800 | 1806 | 1821 | 1836 | 1841 | 1861 | 1866 | 1872 |
| ---- | ---- | ---- | ---- | ---- | ---- | ---- | ---- | ---- |
| 219  | 260  | 270  | 368  | 375  | 336  | 315  | 329  | 319  |

| 1876 | 1881 | 1886 | 1891 | 1896 | 1901 | 1906 | 1911 | 1921 |
| ---- | ---- | ---- | ---- | ---- | ---- | ---- | ---- | ---- |
| 315  | 414  | 370  | 474  | 568  | 811  | 797  | 821  | 812  |

| 1926  | 1931  | 1936  | 1946 | 1954  | 1962  | 1968  | 1975  | 1982  |
| ----- | ----- | ----- | ---- | ----- | ----- | ----- | ----- | ----- |
| 1 105 | 1 194 | 1 000 | 944  | 1 338 | 2 815 | 4 651 | 4 517 | 3 899 |

| 1990  | 1999  | 2004  | 2006  | 2009  | 2014  | 2019  | 2022  | - |
| ----- | ----- | ----- | ----- | ----- | ----- | ----- | ----- | - |
| 3 328 | 2 987 | 2 903 | 2 856 | 3 101 | 3 048 | 3 394 | 3 483 | - |

## Culture locale et patrimoine

### Lieux et monuments

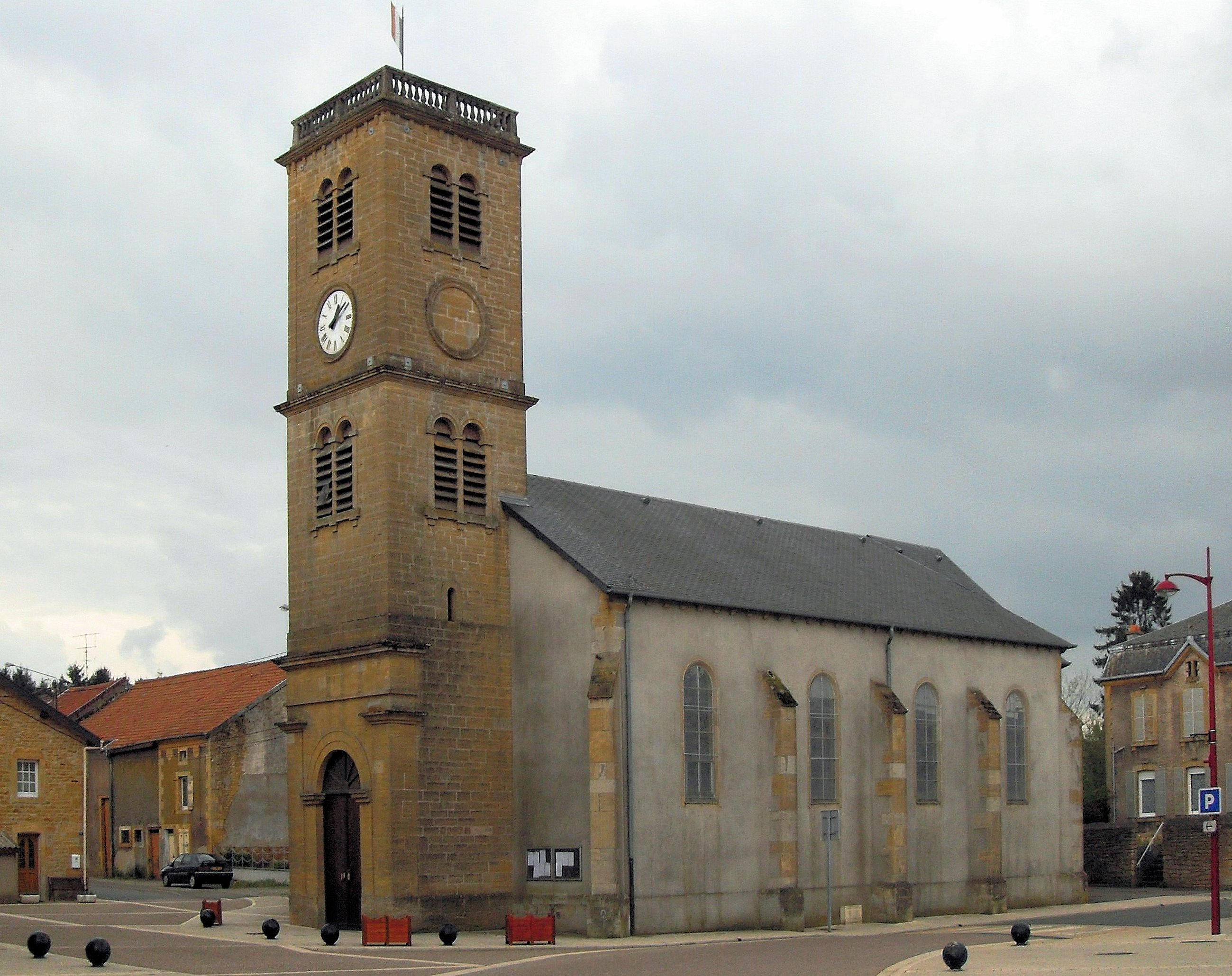
Église paroissiale Saint-Éloi à Haucourt.

- Place Sœur-Anna ; stade Lebrun ; salle des fêtes J.-Vilar ; place Sylvain-Poli.
- Église paroissiale Saint-Éloi à Haucourt construite à la fin du premier quart du XIXe siècle, peut-être en 1819 (date donnée par les devis de 1857). En 1832, construction d'une tour clocher dont elle était dépourvue jusque-là. En 1857-1858, reconstruction de la nef et du chœur, l'église étant devenue trop petite. En 1885-1886, démolition de la flèche, rehaussement du clocher et établissement d'une tour.
- Chapelle Notre-Dame-de-Bon-Secours à Haucourt, située 10 rue Lamartine. À la suite du décès accidentel de leur fille Anne, noyée dans un puits le 6 avril 1739, Jean-Noël et Catherine Fichant firent vœu d'élever au lieu même de l'accident une chapelle dédiée à Notre-Dame-de-Bon-Secours, qui fut terminée en 1745 (date portée sur la clé de l'arc triomphal) et bénite le 20 mai de la même année. Quelques années plus tard, ils firent ériger une cellule destinée à un ermite, pour assurer la garde de la chapelle. Une inscription datée 1756, placée au-dessus de la porte de la maison, rappelle leurs libéralités.
- Chapelle Saint-Charles, quartier Saint-Charles, XXe siècle, elle fut détruite en février 2013.
- Chapelle Saint-Jacques-le-Majeur à Moulaine.
- Ruines de l'ancienne église à Moulaine.

Lieux de culte
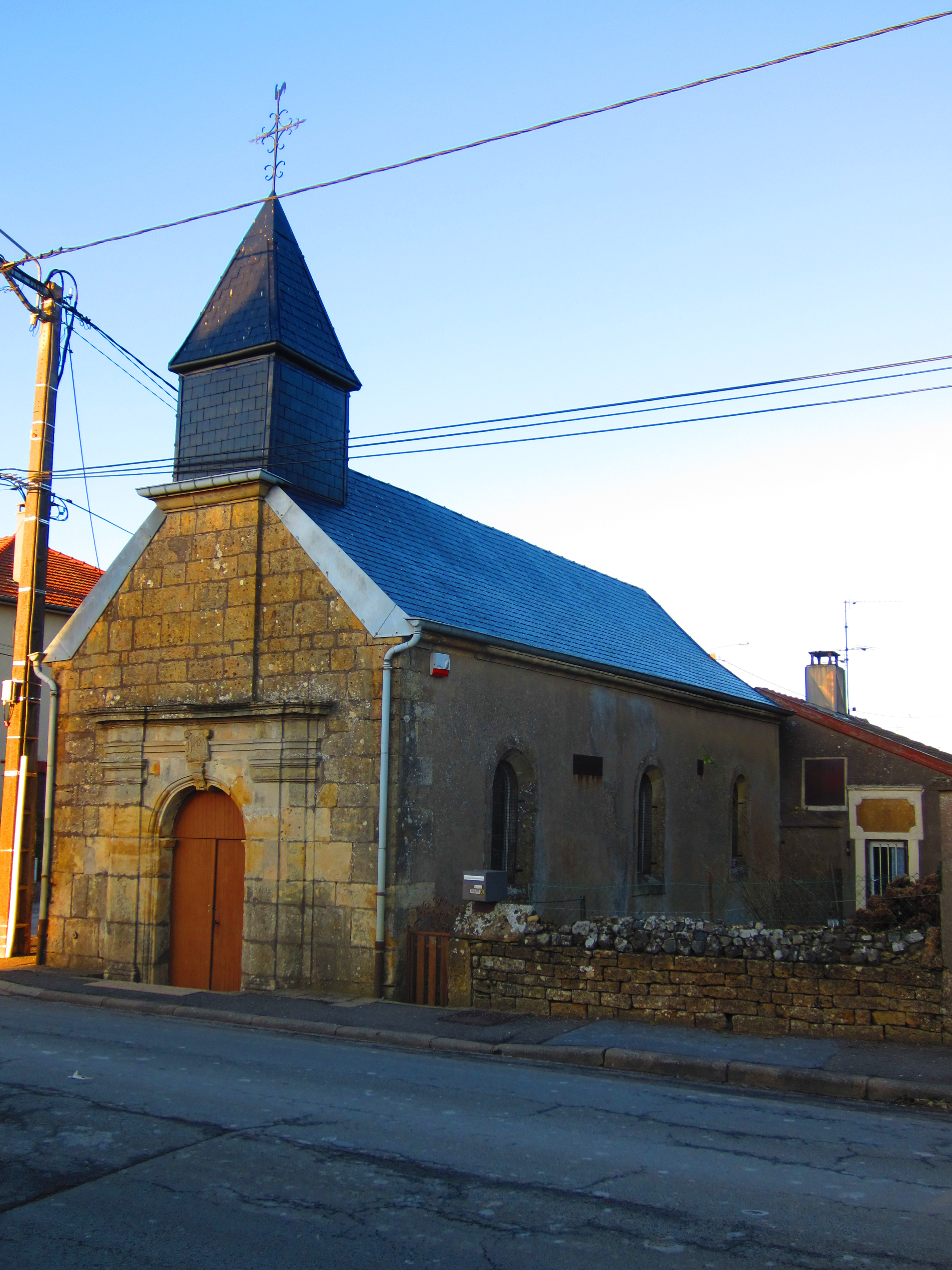
Chapelle de Notre-Dame-de-Bon-Secours à Haucourt-Moulaine.
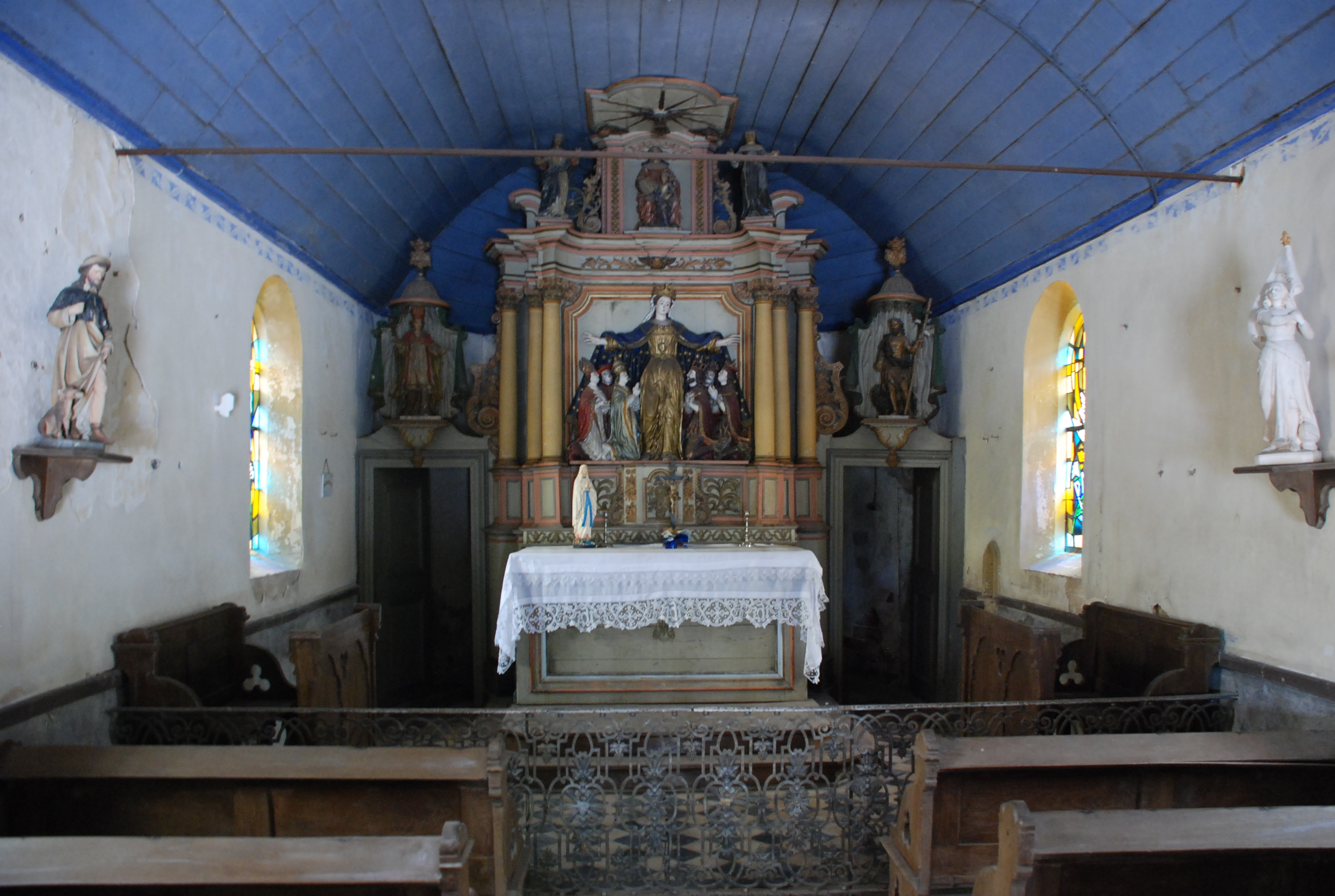
Intérieur de la chapelle de Notre-Dame-de-Bon-Secours.
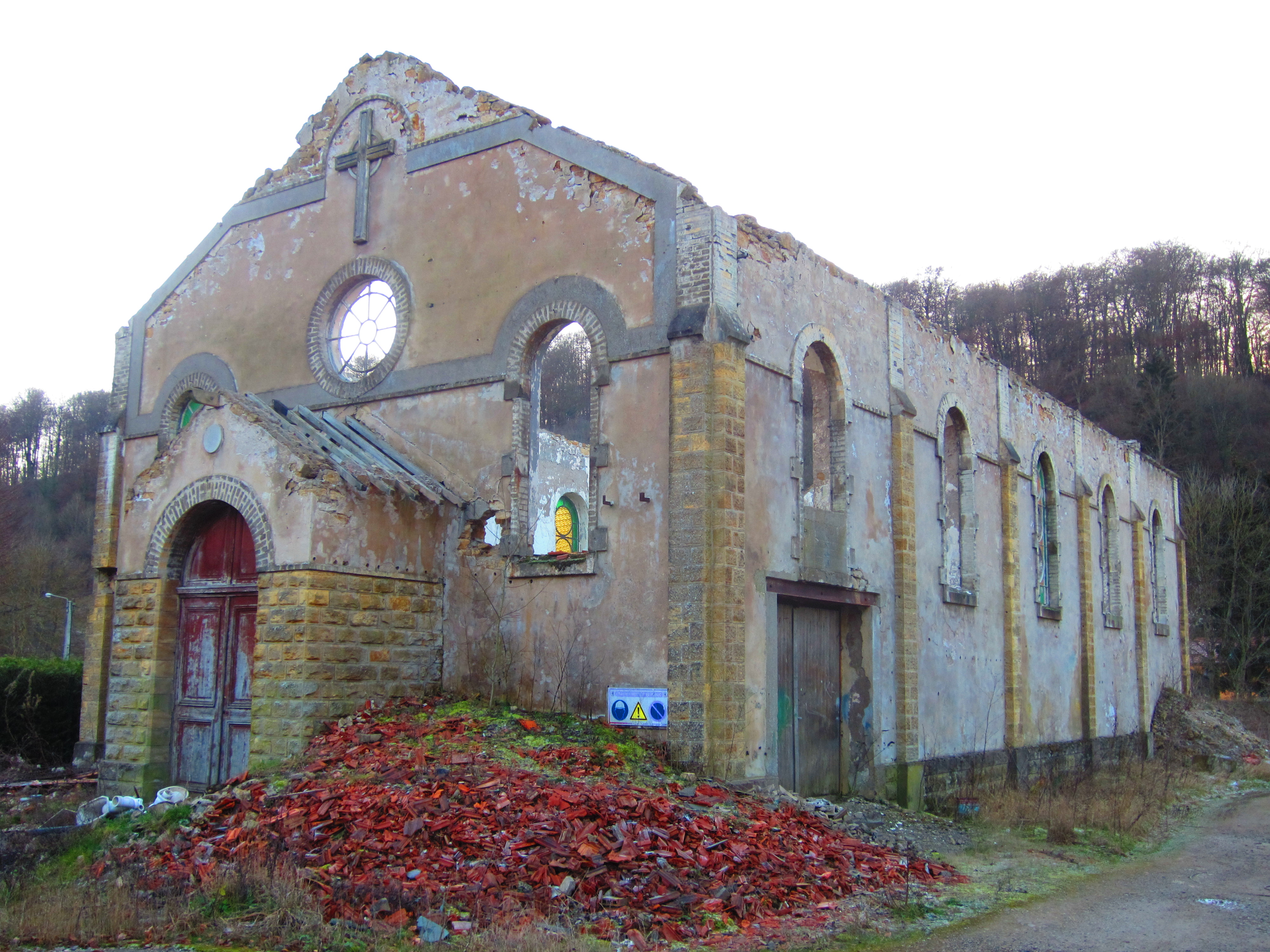
Ruines de l'ancienne église à Moulaine.
Chapelle Saint-Jacques-le-Majeur à Moulaine.
Ancienne chapelle de Saint-Charles.

### Héraldique
| Blason de Haucourt-Moulaine | Blason  | Parti : au premier d’azur aux deux barbeaux adossés d’or accostés de deux croisettes patriarcales du même et accompagnés, en chef et en pointe, de deux croisettes recroisetées d’argent, au second coupé au I d’argent à la croix de gueules cantonnée de quatre serres d'aigle de sable et au II d’argent au puits de mine de sable. |
| Blason de Haucourt-Moulaine | Détails | Le statut officiel du blason reste à déterminer. |

## Pour approfondir